# Rivière Noire (vattendrag i Kanada, Québec, lat 46,07, long -74,28)
Rivière Noire är ett vattendrag i Kanada.   Det ligger i provinsen Québec, i den sydöstra delen av landet, 130 km nordost om huvudstaden Ottawa.
I omgivningarna runt Rivière Noire växer i huvudsak blandskog. Runt Rivière Noire är det ganska tätbefolkat, med 86 invånare per kvadratkilometer.